# Mizuki Fukumura
Mizuki Fukumura (譜久村 聖 Fukumura Mizuki?,  Tokio, Japón, 30 de octubre de 1996) es una cantante y bailarina japonesa. 
Fukumura es mayormente conocida por haber sido integrante, sublíder y líder del grupo de J-pop Morning Musume, como parte de la novena generación desde 2011 hasta su graduación. En el 2019 se convierte en líder de Hello! Project tras la graduación de Ayaka Wada de ANGERME. Antes de formar parte de Morning Musume, Fukumura era conocida por ser miembro de la segunda generación de Shugo Chara Egg!, y por su papel de Amulet Heart en el segmento de acción en vivo de la aclamada serie de televisión, Shugo Chara!.
En 2013 se convirtió en sublider del grupo junto con Haruna Iikubo de la décima generación. Tras la graduación de Sayumi Michishige del grupo en 2014, Fukumura se convirtió en la novena líder de Morning Musume, siendo hasta la fecha la líder más longeva y más joven. Anunció su graduación del grupo en diciembre de 2022, posteriormente se graduó del grupo como de Hello! Project el 29 de noviembre del 2023, cediendo el liderazgo de Morning Musume a su compañera de generación Erina Ikuta.

## Biografía

### 2008
- 22 de junio: Se celebró el concierto "2008 Harō! Purojekuto shinjin kōen 6-tsuki〜 Akasaka hoppu!〜", evento en el cual se anunció que se unía a Hello Pro Egg!.

### 2009
- 26 de agosto: Se unió a Shugo Chara Egg! formando parte de la segunda alineación del grupo.

### 2011
- 2 de enero: En el concierto "Hello! Project 2011 WINTER 〜Kangei Shinsen Matsuri〜" se le anunció como una de las integrantes de la 9.ª generación para Morning Musume. Pasando a formar parte del grupo ella y las 3 ganadoras: Erina Ikuta, Riho Sayashi y Kanon Suzuki.

### 2013
- Durante el concierto de graduación de Reina Tanaka, integrante de la sexta generación, se reveló que ella junto a Haruna Iikubo se convertirían en sublíderes del grupo.

### 2014
- 26 de noviembre: Se convierte en la nueva líder de Morning Musume y tiene el récord de ser la líder más joven de Morning Musume

### 2016
Durante el concierto de fin de año de Hello! Project, se anunció que Fukumura se convertiría la segunda sublíder de Hello! Project

### 2019
Tras la graduación de Ayaka Wada de ANGERME, se convierte en la sexta líder de Hello! Project.

### 2021
El 2 de enero, ella y Erina Ikuta se convierten en las integrantes con más tiempo en el grupo, superando el record de 11 años de Sayumi Michishige.

### 2022
El 27 de diciembre, a través de una publicación, Fukumura anunció que se graduaría tanto de Morning Musume como de Hello! Project. Había planes de su graduación del grupo desde 2020 para seguir una carrera en solitario, pero por motivo de la pandemia de COVID-19 no se pudo realizar, y quería seguir como parte de Morning Musume con motivo de los 25 años del grupo y del conglomerado, y que continuaría hasta ese momento. También reveló que después de graduarse, seguiría en la industria del entretenimiento tras un periodo de preparación.

### 2023
El 29 de noviembre, Fukumura se graduó de Morning Musume y de Hello! Project en el show final de la gira de otoño "Neverending Shine Show - Sanctuary -", el concierto se llevó a cabo en el Yokohama Arena, cerrando así la era Fukumura Mizu, siendo la segunda integrante con más tiempo dentro del grupo, siendo superada por Erina Ikuta. 